# Sebeovládání (Dr. House)
Sebeovládání (v anglickém originále Control) je čtrnáctá epizoda z první řady seriálu Dr. House.

## Děj
Hlavním pacientem je 32letá Carly, která je výkonná ředitelka Sonyo Cosmetics. House případ zaujme, protože nemůže pohnout nohou z důvodu ochrnutí stehenního svalu. Cameronovou napadne sraženina ve stehně a během chvíle zmanipuluje Foremana i Chase. House následně nařídí vyšetření. Poprvé se objevuje miliardář Edward Vogler, který nemocnici věnuje 100 milionů dolarů a stává se předsedou správní rady nemocnice. Od začátku se mu však House nelíbí (jedním z důvodů je nenošení bílého pláště). Carliny testy říkají, že je v pořádku, ale dostává hrozné bolesti. House se domnívá, že se jedná o rakovinu kosti a konzultuje to s Wilsonem. Testy však rakovinu neodhalí. Podezření dále padá na rakovinu konečníku. Carla však odmítá vyšetření (kolonoskopii), která by diagnózu potvrdila. Podstupuje místo toho nákladnou virtuální kolonoskopii, která však žádnou rakovinu neobjeví. Chase provádí angiogram, který pokazí. House na něj za to vyjede. Při dalším z vyšetření se Carle v plicích začne hromadit tekutina a ona se topí. House navštíví její pokoj, když spí a zjistí, že se rituálně řeže do nohou, a že bude potřebovat transplantaci srdce. Existuje však rizikový faktor, který by transplantaci znemožnil. Carla je bulimička a dlouhodobě užívá Ipecac, který způsobil její onemocnění srdce. Nakonec ale House lže před transplantační komisí a Carla dostane nové srdce. Housův tým však prohledává její pokoj a Chase nalezne Ipecac, a tak jde udat House Voglerovi. Ten pak přijde za Housem a sdělil mu co se dozvěděl.
Mezitím léčil na ambulanci House chlapce, jehož otec nemluví, protože mu operovali koleno. To se Housovi nezdá. Zjistí, že při operaci mu při intubování částečně poškodili hlasivky, za což dostal od nemocnice odškodné. Do hlasivek mu injekcí vpraví botox, který by měl vše napravit, ale otec stále nemluví. Nakonec House zjistí, že po jeho léčbě nemluví ne proto, že by nemohl, ale proto, že nechce vrátit peníze. To si však nechá pouze pro sebe.

## Diagnózy
- špatné diagnózy: sraženina ve stehně, rakovina kosti, rakovina konečníku
- správná diagnóza: svalová toxicita a srdeční selhání po užívaní ipecac syrupu (při utajované bulimii)